# Amomum menglaense
Amomum menglaense är en enhjärtbladig växtart som beskrevs av Shao Quan Tong. Amomum menglaense ingår i släktet Amomum och familjen Zingiberaceae. Inga underarter finns listade i Catalogue of Life.